# Estréelles
 Estréelles ist eine französische Gemeinde mit 343 Einwohnern (Stand 1. Januar 2022) im Département Pas-de-Calais in der Region Hauts-de-France. Sie gehört zum Arrondissement Montreuil und zum Kanton Berck.

## Lage
Die Gemeinde Estréelles liegt an der Course im Westen des Artois, vier Kilometer nördlich von Montreuil-sur-Mer. Nachbargemeinden von Estréelles sind Recques-sur-Course  im Norden, Montcavrel im Nordosten, Estrée im Osten, Neuville-sous-Montreuil im Süden sowie Attin im Südwesten.

## Bevölkerungsentwicklung
| Jahr                       | 1962 | 1968 | 1975 | 1982 | 1990 | 1999 | 2006 | 2012 | 2022 |
| Einwohner                  | 179  | 164  | 163  | 176  | 229  | 269  | 317  | 362  | 343  |
| Quellen: Cassini und INSEE |      |      |      |      |      |      |      |      |      |

## Sehenswürdigkeiten

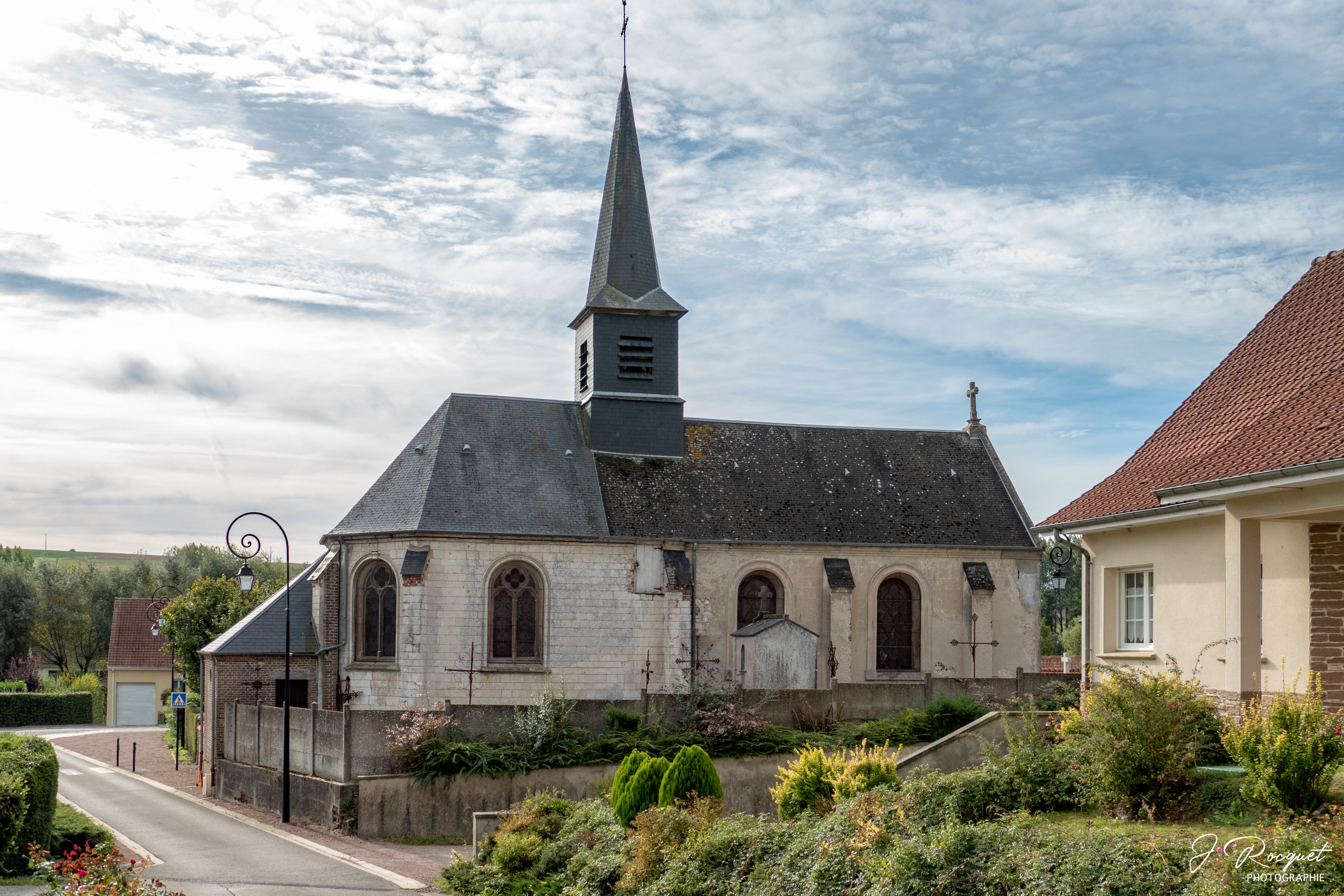
Kirche Saint-Omer

- Kirche Saint-Omer